# エリク・アカリウス

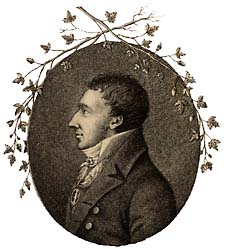
エリク・アカリウス

エリク・アカリウス（Erik Acharius 、1757年10月10日 - 1819年8月14日）は、スウェーデンの植物学者である。地衣類の分類学のパイオニアである。

## 略歴
イェヴレボリ県のイェヴレに生まれた。1773年にウプサラ大学に入学し、カール・フォン・リンネが教えた最後の学生たちの一人となった。スウェーデン王立科学アカデミーで働き、ルンド大学で1782年に医学の学位を得た。1785年にヴァドステーナの公共医となり、1789年にエステルイェータランド県の地域公共医を務め、新設されたヴァドステーナ病院の院長を務めた。
アカリウスは、リンネが分類し残した種についての研究を行った、次の世代の植物学者の一人で、地衣類の分類を行い、著書には "Lichenographiae Suecia prodromus" (1798)、 "Methodus lichenum" (1803)、" Lichenographia universalis" (1810)、 "Synopsis methodica lichenum" (1814)があり、多くの論文を執筆した。
ルンドの王立自然地理学会（Royal Physiographic Society）（1795）、スウェーデン王立科学アカデミー（1796）、ロンドン・リンネ協会（1801）、ウプサラの王立学会（1810）の会員に選ばれた。
アカリウスの集めた標本は、ヘルシンキのフィンランド自然史博物館、ウプサラの植物博物館、スウェーデン自然史博物館、ルンド大学の植物博物館に残されている。
地衣類の構造に関する子嚢盤(Apothecium)などの用語を定義した。
キントラノオ目に属する植物の科名、属名（Achariaceae:アカリア科、Acharia）はアカリウスに因んで名づけられた。その他、植物の種名（Rosa acharii、Conferva acharii）や昆虫の種の名、Tortrix achariana もアカリウスに因む。 国際地衣類学会(International Association for Lichenology)は1990年からアカリウスの功績を記念してアカリウス・メダルを創設した。